# Miss France 1933
Miss France 1933 est la 9e élection de Miss France. Jacqueline Bertin-Lequien, Miss Paris, née le 6 juin 1917 à Paris remporte le titre.

## Déroulement
La cérémonie se déroule le 8 avril 1933 dans les salons du journal Comœdia. Il y a 50 concurrentes. Jacqueline Bertin-Lequien a alors à peine 16 ans et vient de passer la première partie du baccalauréat au lycée Victor-Duruy, où elle termine ses études.

## Composition du jury
Le jury est présidé par Paul Chabas.

## Classement
| Miss France 1933 | Jacqueline Bertin-Lequien (Miss Paris) |
| 1re dauphine     | Marguerite Oré (Mademoiselle Presse)   |
| ---------------- | -------------------------------------- |
| 2e dauphine      |                                        |
| 3e dauphine      |                                        |
| 4e dauphine      |                                        |